# أليكساندر سواريس
أليكساندر سواريس (5 فبراير 1973 بريو دي جانيرو في البرازيل - ) هو لاعب كرة قدم برازيلي في مركز الهجوم. لعب مع أنورثوسيس فاماغوستا وأوفي كريت وأيك أثينا ونادي إيرميس أراديبو وChalkanoras Idaliou ‏ وKalamata F.C. ‏ وألكي لارانكا ‏.

## وصلات خارجية
- أليكساندر سواريس على موقع عالم كرة القدم.نت (الإنجليزية)